# Ashley Terlouw
Ashley Béatrice Terlouw (1960) is een Nederlands hoogleraar rechtssociologie aan de Radboud Universiteit Nijmegen en illustrator.

## Carrière
Terlouw werkte bij het stafbureau Vreemdelingenzaken van de Haagse rechtbank en als hoofd afdeling Vluchtelingen bij Amnesty International Nederland. In 2003 promoveerde zij in Nijmegen op het proefschrift Uitspraak en afspraak. Samenwerking tussen vreemdelingenrechters bij ontbreken van hoger beroep. In 2009 sprak ze haar inaugurele rede uit na haar benoeming tot hoogleraar Rechtssociologie aan de Radboud Universiteit. Sinds 1 mei 2020 is zij ook voorzitter van het onderzoekscentrum voor Staat en Recht. 
Op 1 juli 2022 werd zij benoemd tot lid van de Staatscommissie tegen Discriminatie en Racisme.

## Privé
Ze is een dochter van de auteur en D66-politicus Jan Terlouw (1931-2025) en auteur Alexandra Terlouw-van Hulst (1935-2017). Ze is de zus van auteur Sanne Terlouw (1959) en violiste Pauline Terlouw (1963); van haar vader en zus illustreerde ze ook werk.

### Publicaties
- Uitkeringsrechten opgeschort. Een onderzoek naar de praktijk rond de schorsende werking van artikel 147 Beroepswet. Utrecht, 1990.
- Uitspraak en afspraak. Samenwerking tussen vreemdelingenrechters bij ontbreken van hoger beroep. [Den Haag], 2003 (proefschrift).
- [met Kees Groenendijk] Tussen onafhankelijkheid en hiërarchie. De relatie tussen vreemdelingenrechters en de Raad van State, 2001-2007. Den Haag, 2009.
- Angst en regelgeving. Onderscheid door de overheid op grond van nationaliteit, afkomst en religie. Nijmegen, 2009 (inaugurele rede).
- [met I.D.A. Sportel] Rechters in gesprek met burger en bestuur. Een onderzoek naar de pilot 'Conflictoplossing op maat' bij de sector bestuursrechtspraak van de rechtbank Den Bosch. Nijmegen, 2009.
- Gelijkheid en diversiteit in de multiculturele samenleving . Den Haag, 2010.
- [met Sjaak van der Vooren] Achter advocaten. Bilthoven, 2011.
- [met Sjaak van der Vooren] Achter onderwijzers. Bilthoven, 2011.
- Te gek voor de rechter. 2019

### Illustraties
- Jan Terlouw, Hoogspanning. Drachten [etc.], 1991.
- Jan Terlouw, De uitdaging en andere verhalen. Rotterdam, 1993.
- Sanne Terlouw, De dief en het slapende meisje. Den Haag, 1993.
- Jan Terlouw, De zwijgzame matroos. [Z.p.], 2002.

## Onderscheiding
- Ridder in de Orde van Oranje-Nassau (Lintjesregen 2024).[2]

- Digitale Bibliotheek voor de Nederlandse Letteren: terl010
- Gemeinsame Normdatei: 106001324X
- International Standard Name Identifier: 0000 0001 0895 1175
- Library of Congress Control Number: n2004099305
- NARCIS: PRS1267146
- Nederlandse Thesaurus van Auteursnamen: 078798256
- Système universitaire de documentation: 189500468
- Virtual International Authority File: 46158936
- WorldCat: E39PBJgd4DRPHHPMvRHWbmxkXd